# Éric Bouvet
Pour l’article homonyme, voir Bouvet.
Éric Bouvet est un photojournaliste français né le 16 mai 1961 à Paris. 
Il est lauréat de cinq World Press Photo Awards, du Frontline Club Award, et de deux Visa d’Or News. Son travail est diffusé par l’agence photo VII.

## Carrière
Éric Bouvet commence sa carrière de photographe en 1981 après des études d’arts et d’industries graphiques à l’école Estienne à Paris.
Il travaille comme photojournaliste pour l’agence Gamma à partir de 1981, où il rencontre sa femme Véronique, rédactrice photo, et commence une carrière de free-lance en 1990. Il collabore pour les plus grands médias internationaux. Sa première image de renommée internationale est issue d’un reportage sur Omayra Sanchez, petite fille prisonnière des décombres à la suite de l’éruption du volcan Nevado del Ruiz en Colombie en 1985. 
Il couvre de nombreux points-chauds de la planète (Tchétchénie, Liban, Iran, Irak, ex-Yougoslavie, Somalie, Sri Lanka, Soudan, Guerre du Golfe, Libye, Afghanistan, Ukraine, etc.), et rend compte par ses reportages de nombreux évènements (les funérailles de Khomeini, la chute du mur de Berlin, la Révolution de velours à Prague, la libération de Nelson Mandela, etc.). Il est l’un des rares photojournalistes à être présent lors de l’attaque de la résidence de Kadhafi, Bab al-Azizia.
En 2000, Éric Bouvet participe à une commande du ministère de la Culture, « Avoir 20 ans en France ». 
En 2013, le musée de l’Armée, aux Invalides, lui achète ses images des soldats français en Afghanistan. 
Il a par ailleurs couvert la bataille de Kiev le 20 février 2014 sur la place Maïdan,. 
Il est présent aux Rencontres d'Arles pour des workshops depuis vingt éditions. Sa faculté de pédagogue l’amène à partager l’amour de la photographie lors de nombreux workshops chaque année en France, ainsi que dans différents pays européens (Suisse, Espagne, Turquie, Croatie).
Son livre Jusqu’au bout (une descente aux enfers avec des commandos russes en Tchétchénie) est adapté au théâtre en 2012 par la compagnie MAP d’Angers, mis en scène par le réalisateur David Ropars.
Il travaille depuis 2011 avec une chambre photographique de grand format, pour obtenir un regard plus documentaire : « La chambre photographique est une manière de travailler avec du temps et du recul, même si je travaille vite, je sais ce que je veux quand j’arrive sur une scène, car je n’y ferai qu’une vue. »
Pendant la crise du coronavirus en mars 2020, il parcourt le département de l’Oise, premier foyer de contagion local, avec sa chambre. Ces images sont publiées par le quotidien Le Monde.
En 2021, Éric Bouvet publie son journal de bord Éric Bouvet - 40 ans de photojournalisme, livre au format de grand magazine édité à compte d’auteur après une campagne de financement participatif sur Internet.
En mars 2022, il couvre l’invasion de l'Ukraine par la Russie avec le soutien financier du magazine Polka, de Tomi Comiti Production et de l’agence photo VII, et publie une chronique quotidienne mêlant photographies et voix sur ses comptes Facebook et Instagram intitulée « Sonorama », imaginée et réalisée par Amaury Mestre de Laroque,,.
En juillet 2022, son travail en Ukraine est présenté aux rencontres de la photographie de Arles. Avec Amaury Mestre de Laroque, il propose ses carnets de voyage, les sonoramas à la Nuit de l'année aux papeteries Étienne.
À Perpignan, en septembre 2022, dans le cadre festival international du photo-journalisme, une mention spéciale du jury du Visa d’Or de l’Information numérique France Info a été décerné à « Ukraine 2022 : Les « sonoramas » du reporter Eric Bouvet", un projet indépendant réalisé avec Amaury Mestre de Laroque et diffusé sur Youtube, pour la force et l'intimité des témoignages d'un photographe au jour le jour sur un terrain de guerre ». 

## Publications
- Femmes du Rwanda, avec Jean-Marie Quémener, éditions Catleya, 1999
- La Dernière Mine, éditions de La Martinière, 2005
- Jusqu’au bout, édition Yann Linsart, 2013
- L’Orchestre à l’œuvre, édition l’Œil d’or, 2018
- Éric Bouvet - 40 ans de photojournalisme, autoédition, 2021[9]

## Expositions
- 1989 : Les funérailles de Khomeini, Visa pour l’image, Perpignan
- 1994 : Civils dans la guerre au jour le jour, Visa pour l’image, Perpignan[17]
- 1995 : Les victimes de la mode, Carrousel du Louvre, Paris
- 1999 : Civils dans la guerre au jour le jour, Galerie Courtieux, Suresnes
- 2000 : Civils dans la guerre au jour le jour, Centre de l’Atlantique, Brest
- 2000 : Dans Grozny, Maison européenne de la photographie, Paris
- 2001 : Les Marins du porte-avions Charles de Gaulle, Visa pour l’image Festival du photojournalisme, Perpignan
- 2002 : Quelque part en Tchétchénie, Festival des correspondants de guerre, Bayeux
- 2002 : Quelque part en Tchétchénie, Étonnants voyageurs, Festival des écrivains voyageurs, Saint-Malo
- 2002 : Les Marins du porte-avions Charles de Gaulle, Musée national de la Marine, Paris
- 2002 : Enfants d’Afghanistan, Festival, Maison de la Radio, Paris
- 2003 : Le Service pédiatrique de l’hôpital, Institut Curie. Centenaire de la découverte du Radium, Paris
- 2005 : La Dernière mine, Musée du carreau Wendel, Petite-Rosselle, France
- 2006 : Dans Grozny, BNF François Mitterrand, Paris
- 2009 : L’Afghanistan et nous[18] Musée de l’Armée, Hôtel national des Invalides, Paris
- 2013 : Burning Man[19], Visa pour l’image, Perpignan[20]
- 2013 : Peace, Noorderlicht fotofestival, Pays-Bas
- 2014 : Heroes, (R)Evolution, Kiev, Ukraine[21]
- 2014 : Éric Bouvet, Festival Photofolies, Rodez[22]
- 2015 : Sex, Love…, Central Dupon, Paris
- 2019 : Tchétchénie, Festival photo Map, Toulouse
- 2021 : 1981-2021 : 40 ans de photographie - Hors cadres, Couvent des Minimes, Visa pour l’Image, Perpignan[2],[23]
- 2021 : Afghanistan, le chaos pour horizon, Centre de photojournalisme Géopolis, Bruxelles, jusqu’au 28 novembre[24]
- 2022 : Ukraine, photographier la guerre, Centre culturel du Parvis, Pau, du 8 octobre au 10 décembre.

## Prix et récompenses
- 1985 : 150e Anniversaire International de la Photographie. Médaille d’or – Omeyra, Colombie
- 1987 : World Press photo. 2e prix natures séries – Gaz toxiques, Cameroun[3]
- 1990 : World Press Photo. 1er prix news features – Les funérailles de Khomeini
- 1990 : World Press Photo. 3e prix news pictures story - Les funérailles de Khomeini
- 1991 : World Press Photo. 2e prix spot news – La guerre du Golfe
- 1992 : Prix du Press Club de France : Kurdistan, 1 an après
- 1995 : World Press Photo. 3e prix news stories – Commandos Russes, Tchétchénie
- 2000 : Visa d’Or news, Visa pour l’image : Grozny, Tchétchénie
- 2000 : Prix Bayeux Calvados des correspondants de guerre[25] : Grozny, Tchétchénie
- 2000 : Grand Prix Paris Match du photojournalisme : Grozny, Tchétchénie
- 2012 : Visa d’Or news, Visa pour l’image: Bab al-Azizia, la fin du régime de Kadhafi
- 2014 : Prix du Frontline Club (Grande-Bretagne) pour Maïdan (Kiev, Ukraine)[26]
- 2020 : Prix Polka du photographe de l’année[7]

## Collections publiques
- Musée de l’Armée, hôtel national des Invalides, Paris : « Afghanistan » (2009)[27]
- Ministère de la Culture, Paris : « Avoir 20 ans en France » (2000)

### Documentaires
- Virus, regards de photographes, avec Éric Bouvet, Corentin Fohlen, Laurence Geai, Antoine d'Agata et Peter Turnley, documentaire d’Anouk Burel, LCP, 2021, 51 min« Les photographes face à “l’ennemi invisible” », sur L'Obs, 16 juillet 2021 (consulté le 21 juin 2022).
- Ukraine, des photographes dans la guerre, documentaire de Julien Boluen et Frédéric Decossas, avec Guillaume Herbaut, Chloe Sharrock, Éric Bouvet, et Guillaume Binet, LCP, 2022, 52 min« « Des photographes dans la guerre », sur LCP : en Ukraine, de l’horreur à l’Histoire », Le Monde.fr,‎ 21 juin 2022 (lire en ligne, consulté le 21 juin 2022).

#### Podcasts
- Arte-Radio Dossier Rien à voir : Éric Bouvet, L’horreur photographique, 9 octobre 2013
- Regardez voir, Éric Bouvet et le photojournalisme, sur franceinter.fr
- 116 rue Albert-Londres, Éric Bouvet reporter-photographe, sur franceinter.fr
- Eric Bouvet : ce qu'un photographe de guerre ne peut pas photographier, sur franceinter.fr